# Dipoena ahenea
Dipoena ahenea är en spindelart som först beskrevs av Sarah Creecie Dyal 1935.  Dipoena ahenea ingår i släktet Dipoena och familjen klotspindlar. Inga underarter finns listade i Catalogue of Life.